# Собрадільо (Саламанка)
Собрадільо (ісп. Sobradillo) — муніципалітет в Іспанії, у складі автономної спільноти Кастилія-і-Леон, у провінції Саламанка. Населення — 279 осіб (2010).

## Географія
Муніципалітет розташований на португальсько-іспанському кордоні.
Муніципалітет розташований на відстані близько 270 км на захід від Мадрида, 95 км на захід від Саламанки.

## Галерея зображень

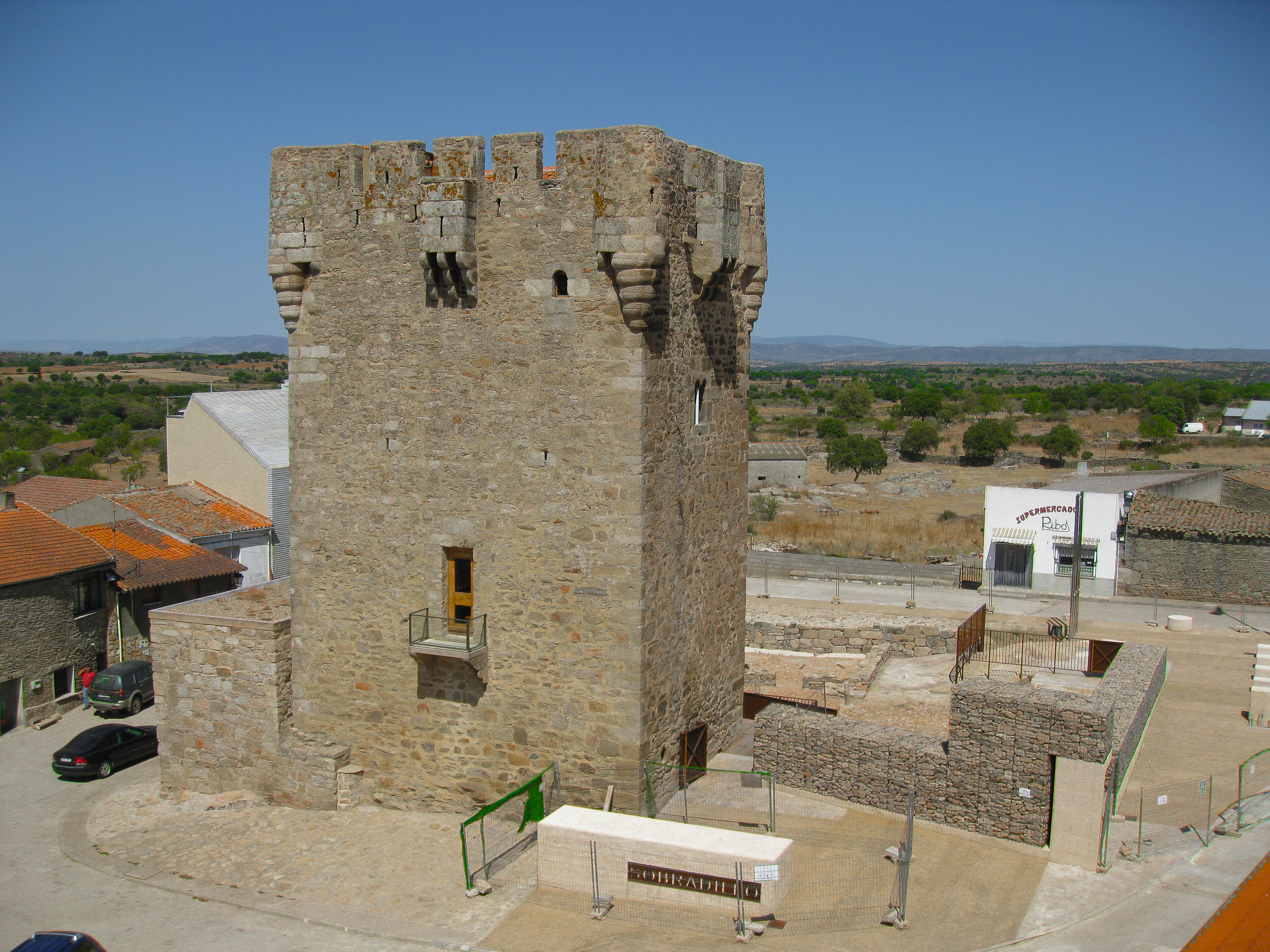

## Демографія
Динаміка населення (INE ):